# Płomykówkowate
Płomykówkowate (Tytonidae) – rodzina ptaków z rzędu sów (Strigiformes). 

## Zasięg występowania
Obejmuje gatunki mięsożerne, zamieszkujące niemal cały świat. 

## Charakterystyka
Ptaki te charakteryzują się następującymi cechami:
- szlara w kształcie serca
- stosunkowo słaby dziób
- stosunkowo długie nogi
- składają owalne jaja.

## Podział systematyczny
Do rodziny należą następujące podrodziny:
- Phodilinae Lesson, 1843 – puchówki
- Tytoninae Mathews, 1912 – płomykówki